# Рёдль, Артур
Артур Людвиг Рёдль (нем. Arthur Ludwig Rödl; 13 июня 1898, Мюнхен, Германская империя — апрель 1945, Штеттин) — штандартенфюрер СС, комендант концлагеря Гросс-Розен.

## Биография
Артур Рёдль родился 13 июня 1898 года в Мюнхене. Его отец был посыльным в банке, а мать владела киоском. Мальчик рос вместе с тремя братьями и сёстрами в строгой католической семье. После окончания школы учился на кузнеца. В начале Первой мировой войны пытался поступить добровольцем в ряды германской армии, но ему было отказано из-за возраста. Рёдль подделал документы, указав в них восемнадцатилетний возраст, был мобилизован и прослужил до конца войны в различных боевых частях.
После войны из-за тяжелой экономической обстановки и отсутствия профессионального опыта ему было трудно вернуться в общество. Рёдль устроился на работу в почтовое отделение. С 1920 года был членом добровольческого корпуса Оберланд. В начале 1920-х годов участвовал в боях между немцами и поляками в Верхней Силезии. На работе у него возникли трудности в связи с регулярным отсутствием, а после распространения националистических листовок на рабочем месте, и после того как стало известно об участии Рёдля в Пивном путче, он был уволен. Рёдль нашёл работу в книжной типографии штаб-квартиры нацистов в Коричневом доме. 1 августа 1928 года вступил в НСДАП (билет № 98023) и СС (№ 1240). За участие в Пивном путче получил орден Крови, а также был награждён Золотым партийным знаком НСДАП.
С ноября 1934 года возглавлял батальон СС «Эльба». Это подразделение несло охранную службу в женском концлагере Лихтенбург. Затем Теодор Эйке откомандировал его в лагерь Заксенбург, где с сентября 1935 по июль 1937 года Рёдль занимал должность шуцхафтлагерфюрера. В августе 1937 года стал первым шуцхафтлагерфюрером концлагеря Бухенвальд и оставался на этом посту до 1941 года.
В начале мая 1941 года был назначен комендантом концлагеря Гросс-Розен и находился на этой должности до 15 сентября 1942 года. Во время его руководства в лагере были убиты 3000 советских военнопленных. В конце лета 1942 года руководитель главного административно-хозяйственного управления СС Освальд Поль снял Рёдля с должности коменданта лагеря. Его преемником стал Вильгельм Гидеон, в октябре 1943 года его сменил Йоханнес Хассебрёк. Помимо Рёдля некоторые коменданты других концлагерей тоже были уволены, в основном из-за алкоголизма и коррупции.
В середине сентября 1942 года Рёдль был переведён к высшему руководителю СС на Украине в Киеве и затем к высшему руководителю СС и полиции на Юге России. В 1944 году он был призван в войска СС и направлен в строительный полк 15-й ваффен-гренадерской дивизии СС для строительства оборонных сооружений в Торне. В апреле 1945 года покончил жизнь самоубийством, подорвав себя гранатой.